# بريل بينروس
بريل بينروس (بالإنجليزية: Beryl Penrose)‏ مواليد 22 ديسمبر 1930 في سيدني، هي لاعبة كرة مضرب أسترالية. هي إحدى بطلات الجراند سلام. فازت بالبطولة الأسترالية سنة 1955.

## النهائيات

### الفردي
اللقب (1)
| السنة | البطولة            | المنافس         | النتيجة  |
| 1955  | البطولة الأسترالية | ثيلما كوين لونغ | 6–4, 6-3 |

### الزوجي المختلط
اللقب (1)
| السنة | البطولة                       | الشريك    | المنافس                      | النتيجة  |
| 1955  | بطولة أستراليا المفتوحة للتنس | نيل فريزر | ماري دفيس هاوتون روي إيمرسون | 6–2, 6–4 |

## روابط خارجية
- بريل بينروس على موقع اتحاد التنس الأسترالي (الإنجليزية)
- بريل بينروس على موقع بطولة ويمبلدون (الإنجليزية)
- بريل بينروس على موقع خلاصة التنس.كوم (الإنجليزية)